# Alberto Espínola
Alberto Espínola Giménez (Caazapá, Paraguay; 8 de febrero de 1991), conocido como Beto Espínola, es un futbolista paraguayo que juega en la posición de lateral derecho y su club es el Olimpia de la primera división de Paraguay. Es internacional con la selección de Paraguay.

## Trayectoria
Espínola hizo su debut profesional con Rubio Ñu en la victoria por 2-1 de la Primera División de Paraguay sobre el Guaraní el 11 de febrero de 2012. El 15 de enero de 2019, Espínola firmó con Cerro Porteño después de una larga temporada con el General Díaz.

## Selección nacional
Espínola debutó con la selección de Paraguay el 8 de octubre de 2020 en un empate por 2-2 en la Clasificación de Conmebol para la Copa Mundial de Fútbol de 2022 sobre la selección de fútbol de Perú, asistiendo a los dos goles de su compañero Ángel Romero en su debut.

#### Participaciones en Copa América
| Torneo            | Sede   | Resultado        | Partidos | Goles |
| ----------------- | ------ | ---------------- | -------- | ----- |
| Copa América 2021 | Brasil | Cuartos de final | 1        | 0     |

## Clubes
| Club              | País      | Año       |
| ----------------- | --------- | --------- |
| Club Rubio Ñu     | Paraguay  | 2012-2013 |
| Sol de América    | Paraguay  | 2013      |
| Club General Díaz | Paraguay  | 2013-2019 |
| Cerro Porteño     | Paraguay  | 2019-2023 |
| Colón             | Argentina | 2023      |
| Olimpia           | Paraguay  | 2024-act. |

## Palmarés
| Título          | Club          | País     | Año  |
| --------------- | ------------- | -------- | ---- |
| Torneo Apertura | Cerro Porteño | Paraguay | 2020 |
| Torneo Clausura | Cerro Porteño | Paraguay | 2021 |